# Kulmajärvi
Kulmajärvi är den nordostligaste delen av sjön Kiantajärvi, belägen öster om Juntusjärvi i Finland. Den ligger i landskapet Kajanaland. Kulmajärvi ligger 199,3 meter över havet.